# Cyanocitta
Cyanocitta je rod ptáků z čeledi krkavcovití (Corvidae).

## Systém
Seznam dosud žijících druhů:
- Sojka chocholatá – Cyanocitta cristata;
- Sojka Stellerova – Cyanocitta stelleri.